# Provinz Huesca
Huesca [ˈweska] (aragonesisch Uesca, katalanisch Osca) ist eine Provinz in der Autonomen Gemeinschaft Aragón im Nordosten von Spanien. Die Provinz grenzt im Norden an Frankreich, im Osten an die katalanische Provinz Lleida, im Süden und Westen an die aragonesische Provinz Saragossa, und im Nordwesten an die Autonome Gemeinschaft Navarra. Sie umfasst eine Fläche von 15.632,87 km² und hat 228.634 Einwohnern (Stand: 2024) Einwohner. Die Bevölkerungsdichte beträgt 15 Einwohner pro Quadratkilometer. Große Teile der Provinz liegen in den Pyrenäen und den Vorpyrenäen, darunter der Nationalpark Ordesa y Monte Perdido. 
Die Hauptstadt der Provinz ist Huesca.

## Verwaltungsgliederung

### Comarcas

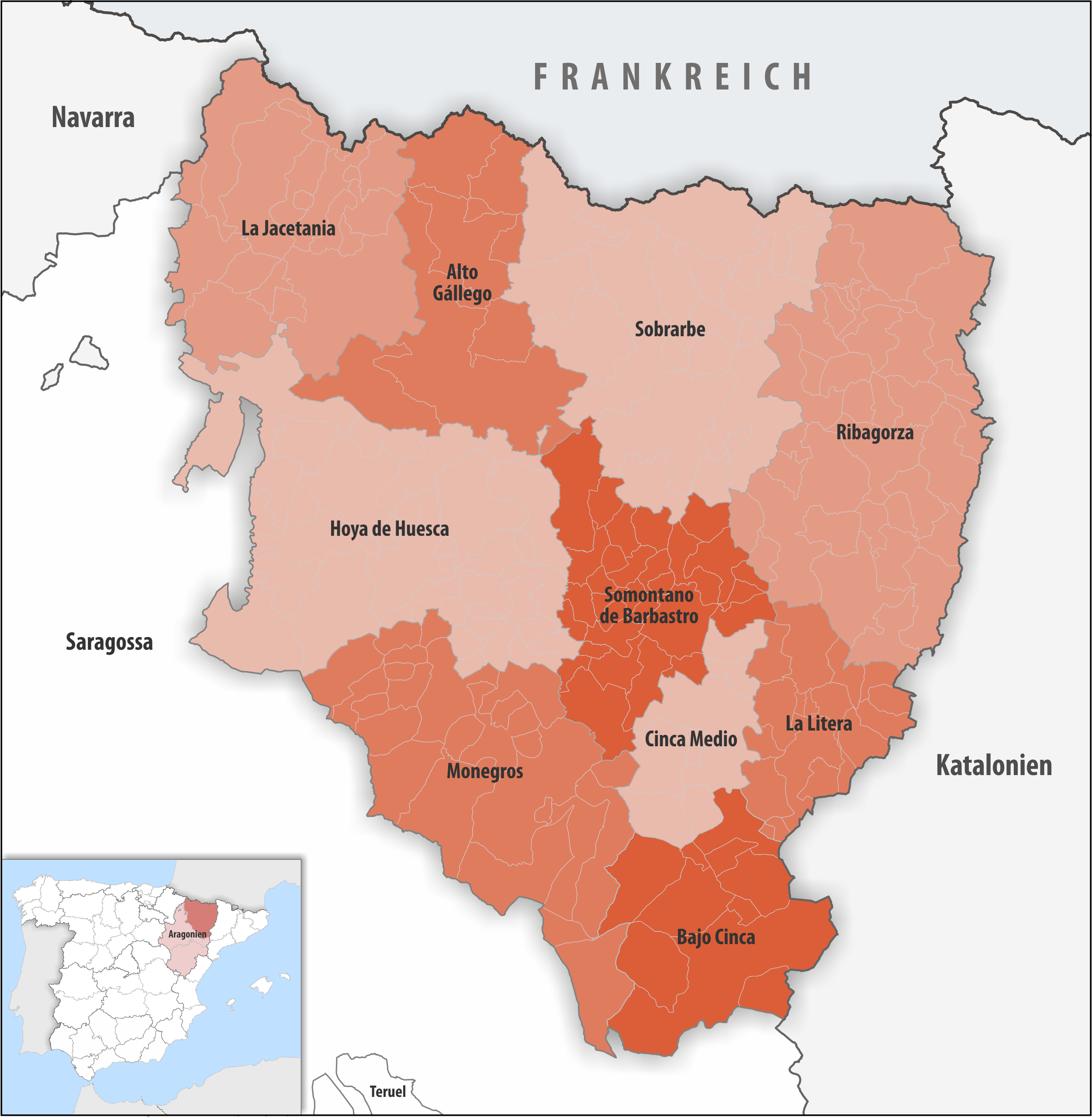
Comarcas in der Provinz Huesca

| Comarca                | Gemeinden | Einwohner (2024) | Fläche km² | Dichte Einw./km² | Hauptort       |
| ---------------------- | --------- | ---------------- | ---------- | ---------------- | -------------- |
| Alto Gállego           | 8         | 14.162           | 1.359,82   | 10               | Sabiñánigo     |
| Bajo Cinca             | 10/11     | 22.682           | 1.112,30   | 20               | Fraga          |
| Cinca Medio            | 9         | 24.841           | 572,94     | 43               | Monzón         |
| Hoya de Huesca         | 38/40     | 70.112           | 2.441,19   | 29               | Huesca         |
| Jacetania              | 16/20     | 18.462           | 1.646,27   | 11               | Jaca           |
| La Litera              | 14        | 19.115           | 733,77     | 26               | Binéfar        |
| Monegros               | 25/31     | 14.270           | 1.936,52   | 7                | Sariñena       |
| Ribagorza              | 34        | 12.713           | 2.461,32   | 5                | Graus          |
| Sobrarbe               | 19        | 7.870            | 2.202,20   | 4                | Aínsa-Sobrarbe |
| Somontano de Barbastro | 29        | 24.407           | 1.170,41   | 21               | Barbastro      |
| Provinz Huesca         | 202       | 228.634          | 15.636,74  | 15               | Huesca         |

## Gerichtsbezirke

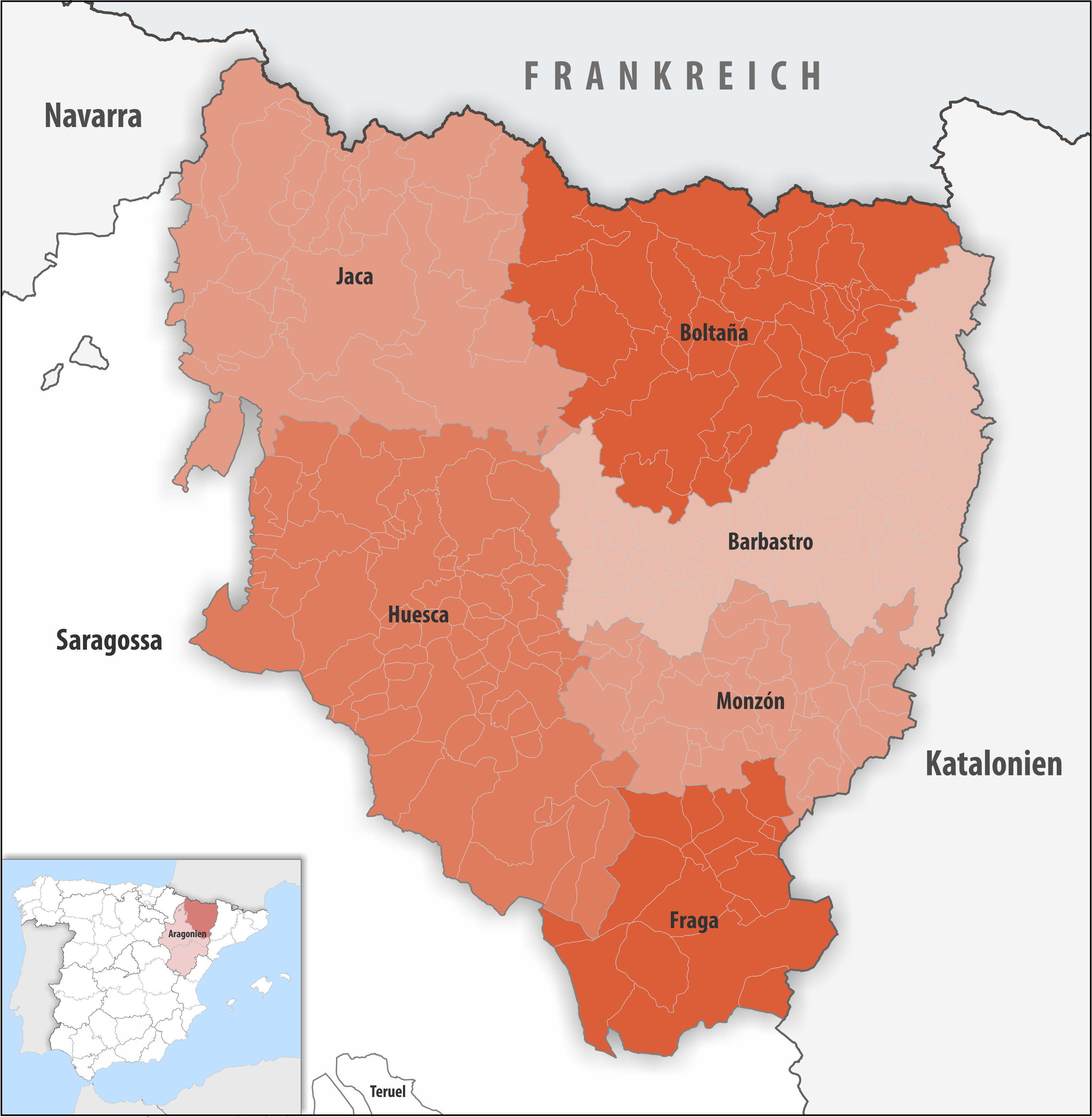
Gerichtsbezirke in der Provinz Huesca

| Gerichtsbezirk | Gemeinden | Einwohner (2024) | Fläche km² | Dichte Einw./km² | Hauptquartier |
| -------------- | --------- | ---------------- | ---------- | ---------------- | ------------- |
| Barbastro      | 41        | 29.111           | 2.440,31   | 12               | Barbastro     |
| Boltaña        | 31        | 12.889           | 2.918,87   | 4                | Boltaña       |
| Fraga          | 16        | 26.739           | 1.512,76   | 18               | Fraga         |
| Huesca         | 61        | 83.904           | 4.009,55   | 21               | Huesca        |
| Jaca           | 26        | 33.032           | 3.308,40   | 10               | Jaca          |
| Monzón         | 27        | 42.959           | 1.437,13   | 30               | Monzón        |
| Provinz Huesca | 202       | 228.634          | 15.636,74  | 15               | Huesca        |

## Gemeinden
In der Provinz Huesca gibt es 202 Gemeinden (municipios).

### Größte Gemeinden
6 Gemeinden der Provinz haben im Jahre 2024 jeweils mehr als 10.000 Einwohner.
| Gemeinde  | Einwohner |
| --------- | --------- |
| Huesca    | 54.704    |
| Monzón    | 18.152    |
| Barbastro | 17.558    |
| Fraga     | 15.390    |
| Jaca      | 13.883    |
| Binéfar   | 10.118    |

Kleinste Gemeinde ist Fago mit 25 Einwohnern.

### Historisch und touristisch bedeutsame Orte
- Aínsa
- Ayerbe
- Benasque
- Biescas
- Boltaña
- Candanchú
- Canfranc
- El Turbón
- Formigal
- Isábena
- Panticosa
- Sallent de Gállego
- Villanúa